# Millerton Lake
Millerton Lake is een stuwmeer in het midden van de Amerikaanse staat Californië. Het is gelegen bij de plaats Friant aan de rand van de Sierra Nevada en de Central Valley, zo'n 24 kilometer ten noorden van Fresno.
Het water in het meer wordt aangevoerd door de rivier de San Joaquin, die vanaf de bergen in zuidwestelijke richting naar het meer stroomt. De afvoer vindt plaats via de rivier, het Madera Canal en het Friant-Kern Canal. Het meer vormt samen met de rivier de grens tussen Fresno en Madera County en heeft een totaal volume van 642.062 kubieke decameter.
Het meer en haar oevers vormen samen het recreatiedomein en staatspark Millerton Lake State Recreation Area.

## Geschiedenis

### Millerton
Op de huidige locatie van het meer lag vroeger de plaats Millerton. Het was van 1856 tot 1874 de hoofdplaats (county seat) van Fresno County, dat in die tijd veel groter was en bestond uit de huidige county, geheel Madera County en delen van San Benito, Tulare, Kings, Inyo en Mono County.
De stad lag op de zuidoever van de San Joaquin en werd op Kerstavond 1867 geteisterd door een overstroming van de rivier, waardoor een deel van de bevolking Millerton verliet. In 1872 had de Central Pacific Railroad een treinstation gebouwd aan de lijn van de Southern Pacific Transportation Company en rondom het station ontstond de stad Fresno Station, het huidige Fresno. Twee jaar later werd er een stemming gehouden over de nieuwe county seat, waarbij Fresno verkozen werd en dit had tot gevolg dat Millerton verlaten werd.
Toen het meer ontstond kwam Millerton onderwater te staan en tegenwoordig zijn de resten van de stad te zien bij laagwater door extreme droogte.

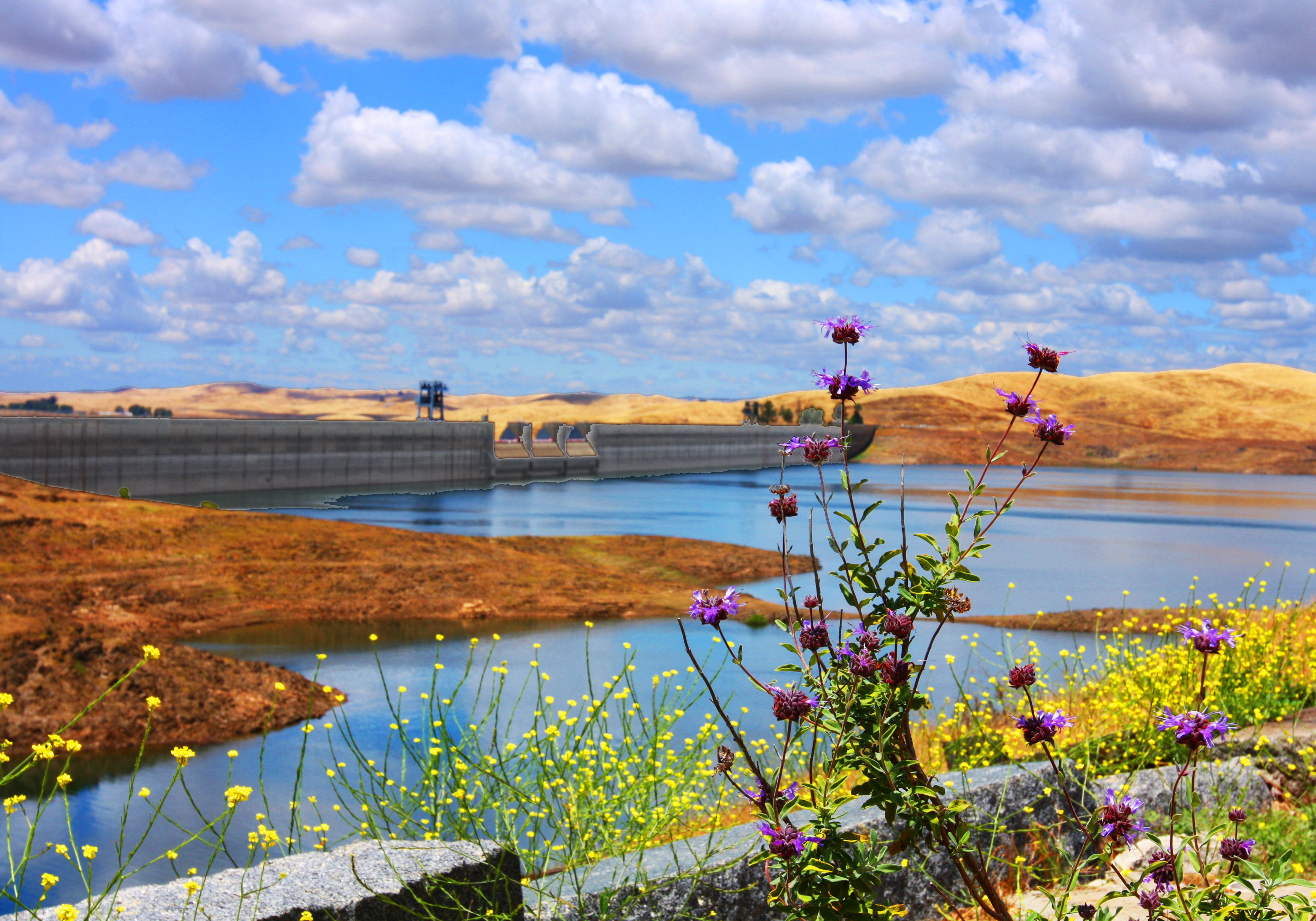
De Friant Dam met Millerton Lake

### Friant Dam
Het meer is ontstaan door de bouw van de Friant Dam in de San Joaquin, die in 1942 voltooid was. Deze stuwdam werd in opdracht van het United States Bureau of Reclamation gebouwd voor het Central Valley Project om water voor irrigatiekanalen op te slaan.

## Gebruik
Het meer wordt voornamelijk gebruikt om water op te slaan voor de irrigatie via het Friant-Kernkanaal en het Maderakanaal in de San Joaquin Valley. Daarnaast helpt het ook met de stroming van de rivier te controleren en heeft het een recreatieve functie, zo kan men in het meer zwemmen, vissen, waterskiën en eromheen kamperen.